# Altanicypris
Altanicypris is een uitgestorven geslacht van ostracoden.  

## Soort
- Altanicypris australis Dias-Brito et al. 2001